# 朝木智美
朝木 智美（あさき ともみ、1990年6月24日 - ）は日本のグラビアアイドル。

## 出演

### DVD
1. アイドル密着計画（ソフト・オン・デマンド、2008年）

### デジタル写真集
1. 美少女ひとりぢめ 朝木智美 Wスク水&入浴編（ピースモア、2005年）
2. 美少女ひとりぢめPHOTO 朝木智美 Wスクール水着編（ピースモア、2005年）
3. 美少女ひとりぢめPHOTO 朝木智美 ブルマ&ビキニ編（ピースモア、2005年）
4. 美少女ひとりぢめ 朝木智美 ブルマ&スク水シャワー編（ピースモア、2005年）
5. 美少女ひとりぢめPHOTO 朝木智美 スク水&ビキニ編（ピースモア、2005年）
6. 美少女ひとりぢめPHOTO 朝木智美 スク水&ブルマ編（ピースモア、2005年）
7. 美少女ひとりぢめ 朝木智美 スク水&お部屋ビキニ編（ピースモア、2005年）
8. 水着少女 朝木智美15歳（光画舎、2006年）
9. 朝木智美写真集 浮遊妖女 #001（ソフトフォーカス、2006年）
10. ようこそ、秋葉へ! インターネット版 「朝木智美15歳 Vol. 1」（アスワン・パブリシャーズ、2006年）
11. ようこそ、秋葉へ! インターネット版 「朝木智美15歳 Vol. 2」（アスワン・パブリシャーズ、2006年）
12. ようこそ、秋葉へ! インターネット版 「朝木智美15歳 Vol. 3」（アスワン・パブリシャーズ、2006年）
13. ようこそ、秋葉へ! インターネット版 「朝木智美15歳 Vol. 4」（アスワン・パブリシャーズ、2006年）
14. ようこそ、秋葉へ! インターネット版 「朝木智美15歳 Vol. 5」（アスワン・パブリシャーズ、2006年）
15. デジグラ vol．122 朝木智美（イメージボックス、2006年）
16. 投票★グラビアオーディション【朝木智美】（シーズファクトリー、2006年）
17. 朝木智美写真集 浮遊妖女 #002（ソフトフォーカス、2006年）
18. デジグラ vol．149 朝木智美（イメージボックス、2007年）
19. デジグラ vol．156 朝木智美（イメージボックス、2007年）
20. *Debut 朝木智美（アイアップ、2007年）
21. デジグラ vol．169 朝木智美（イメージボックス、2007年）
22. ミルフィーユ学園 エプロン&バナナ編（シーズファクトリー、2008年）
23. ミルフィーユ学園 ピンクレオタード&ビキニ編（シーズファクトリー、2008年）
24. ミルフィーユ学園 ブラウス制服編（シーズファクトリー、2008年）
25. ミルフィーユ学園 競泳水着&青レオタード編（シーズファクトリー、2008年）
26. ミルフィーユ学園 白ビキニ&ブラウス制服編（シーズファクトリー、2008年）

※その他、オムニバス出演多数。